# Darío de Jesús Monsalve Mejía
Darío de Jesús Monsalve Mejía (ur. 15 marca 1948 w Valparaíso) – kolumbijski duchowny katolicki, arcybiskup Cali w latach 2011–2022.

## Życiorys
Święcenia kapłańskie otrzymał 17 października 1976 i został inkardynowany do diecezji Jericó. Był m.in. profesorem miejscowego niższego seminarium duchownego, dyrektorem Departamentu ds. Apostolatu Świeckich Konferencji Episkopatu Kolumbii, a także profesorem i rektorem wyższego seminarium w Jericó.

### Episkopat
7 października 1993 został mianowany biskupem pomocniczym archidiecezji Medellín ze stolicą tytularną Iunca in Mauretania. Sakry biskupiej udzielił mu 15 listopada 1993 ówczesny nuncjusz apostolski w Kolumbii – arcybiskup Paolo Romeo.
25 lipca 2001 został biskupem ordynariuszem diecezji Málaga-Soatá.
3 czerwca 2010 papież Benedykt XVI minował go arcybiskupem koadiutorem Cali. Rządy w archidiecezji objął 18 maja 2011 po przejściu na emeryturę poprzednika.
8 grudnia 2022 papież Franciszek przyjął jego rezygnację z urzędu. Rządy w archidiecezji objął dotychczasowy koadiutor, ks. abp Luis Fernando Rodríguez Velásquez.